# Lefty Bates
Lefty Bates (1920-2007), de son vrai nom William Bates, est un guitariste et chanteur de blues et de rhythm and blues américain, né à Leighton, en Alabama et mort à Chicago.

## Carrière
En 1936, William Bates est membre d'un groupe, les Hi-De-Ho Boys. Le groupe, qui suit le modèle chant et cordes, s'installe   à Chicago, joue dans des clubs locaux et enregistre un disque pour Decca Records.
Bates est engagé dans l'armée pendant la Seconde Guerre mondiale. À son retour, il rejoint les Aristo-Kats, puis à nouveau les Hi-De-Ho Boys en 1948. En 1952, il forme son propre trio, avec le bassiste Quinn Wilson et le pianiste Horace Palm. 
Lefty Bates a très peu enregistré sous son nom, sur les labels chicagoans States Records, United Records, Apex Records, Mad Records ou Club 51 Records. Cependant il a, comme guitariste ou avec son groupe, participé à nombre d'enregistrements. Il accompagne Jimmy Reed,  Buddy Guy et des artistes de rhythm and blues, tels que Larry Birdsong ou la chanteuse Tiny Topsy, le groupe de doo-wop, the Kingsmen.

## Discographie

### Singles
- Am I Blue, Mad Records, 1958